# Louis Vauxcelles
Louis Vauxcelles (1 de enero de 1870-21 de julio de 1943) fue uno de los críticos de arte más influyentes de inicios del siglo XX. Es conocido por haber dado nombre al Fauvismo y al Cubismo.
Con el sobrenombre de Louis Mayer colaboró con distintas publicaciones como, L'Art et la Vie, haciendo críticas de las exposiciones artísticas parisinas. De fuerte espíritu conservador nunca comprendió la causa del Vanguardismo al que desacreditaba en sus artículos. Así escribió una crítica sobre el Salón de otoño de 1905, en la que exponían artistas como Henri Matisse, titulado Donatello parmi les Fauves (Donatello entre las fieras), que dio origen al término Fauvismo.
En noviembre de 1908 en su crítica de la exposición de Georges Braque en la galería de Kahnweiler, Vauxcelles escribió "[...] réduit tout, sites figures maisons, à des schémas géométriques, à des cubes", catalogando el estilo del artista como de "bizarreries cubiques", expresión de la cual deriva el término cubismo.